# Босенко, Максим Степанович
Максим Степанович Босенко (1902, Сергеевка, Атбасарский уезд, Акмолинская область, Российская империя — 1976, СССР) — советский колхозник, Герой Социалистического Труда (1948). Депутат Верховного Совета Казахской ССР. Член Президиума Верховного Совета Казахской ССР (1959—1963).

## Биография
Родился в 1902 году в селе Сергеевка Атбасарского уезда Акмолинской области.
С 1935 года по 1958 год работал бригадиром тракторной бригады Косбармакской МТС. С 1958 по 1963 год работал совхозе имени Карла Маркса. В 1963 году вышел на пенсию.
В 1947 году колхоз, в котором работал Максим Босенко собрал 24,9 центнеров пшеницы с каждого гектара. За активное участие в сборе урожая Максим Босенко был удостоен звания Героя Социалистического Труда. В 1957 году за перевыполнение плана был награждён вторым орденом Ленина.
С 1959 года по 1963 год был членом Президиума Верховного Совета Казахской ССР.
Вышел на пенсию в 1963 году, проживал в совхозе имени Карла Маркса.
Умер в 1976 году.

## Награды
- Герой Социалистического Труда — Указом Президиума Верховного Совета от 28 марта 1948 года.
- орден Ленина (1948);
- орден Ленина (1957);
- медаль «За доблестный труд в Великой Отечественной войне 1941—1945 гг.» (1946);
- медаль «За трудовое отличие»;
- медаль «За освоение целинных земель».